# Nuclei Operai Resistenza Armata
Nuclei Operai Resistenza Armata, che in alcuni casi erano detti anche Nuclei Operai di Resistenza Armata, e che abbreviati erano anche chiamati Nuclei Operai,  e la cui sigla era NORA, furono un'organizzazione terrorista comunista attiva tra il 1970 e il 1973 in Piemonte e Lombardia, che pur nascendo autonoma era controllata dall'esterno dalle Brigate Rosse, le quali ne influenzarono le azioni e le idee, e che compì numerosi attentanti dinamitardi e azioni di sabotaggio nelle fabbriche del Nord Italia e del Lazio, traendo ispirazione dalle tesi del nascente operaismo comunista, per attuare la rivoluzione proletaria in Italia contro il capitalismo. Dopo l'Autunno caldo del 1969, alcuni gruppi di operai decisero di passare dalle azioni di protesta a vere e proprie azioni armate contro lo Stato italiano e la borghesia economica, che secondo le tesi del gruppo dirigeva da dietro le quinte le scelte politiche ed economiche dello Stato Italiano.

## Azioni armate e idee
I Nuclei Operai nacquero a Novara provenendo in parte Dal Movimento dei Fazzoletti Rossi che presidiava le fabbriche della Sit-Siemens, dell'Alfa Romeo, della Fiat e della multinazionale Gulf, con l'appoggio esterno delle Brigate Rosse stesse, che cercavano di fare proselitismo creando organizzazioni autonome ma sotto la loro gestione. Dopo alcuni mesi in cui presero parte agli scioperi della zona, i membri dei Nuclei Operai decisero di passare ad azioni dirette come gli attacchi dinamitardi alle fabbriche chimiche e metallurgiche di Trecate in provincia di Novara, allo stabilimento dell'Alfa Romeo di Arese, dove vengono fatte esplodere alcune bombe di fronte ai cancelli, per poi spostarsi nel centro Italia dove vengono attuati attentati esplosivi contro la sede del distretto militare di Rieti, ed attuando azioni dinamitarde nella  provincia della città sabina. Nel 1972 attaccano alcuni concessionari Fiat, distruggendo alcune vetture esposte, per poi devastare la parte esterna dello stabilimento di Mirafiori, lasciando alcuni volantini in cui inneggiano alla lotta armata contro le banche, il capitalismo industriale e lo Stato Italiano. Verso l'autunno dello stesso anno lanciano bottiglie molotov contro lo stabilimento dell'Alfa Romeo, e l'attentato contro l'automobile del dirigente italiano della multinazionale statunitense Gulf, Enrico Valenza.

## Lo scioglimento e l'unione con le Brigate Rosse
Non riuscendo a fare proselitismo dentro le fabbriche del nord Italia e del centro Italia, il gruppo si autoscioglie e confluisce nelle Brigate Rosse